# جون بلوك (صانع أفلام وثائقية)
جون بلوك (بالإنجليزية: John Block)‏ هو صانع أفلام وثائقية أمريكي، ولد في 1951 في شيكاغو في الولايات المتحدة.

## وصلات خارجية
- جون بلوك على موقع IMDb (الإنجليزية)
- جون بلوك على موقع قاعدة بيانات الفيلم (الإنجليزية)